# پولک‌های پس‌سری
در خزندگان، پولک‌های پس‌سری (به انگلیسی: Occipital scales)، پوسته‌های بزرگ‌شده‌ای هستند که مستقیماً در پشت پولک‌های پلک سوم قرار دارند.
پولک بین‌پس‌سری پولکی است که بین پولک‌های پس‌سری جای دارد.